# Coronicium gemmiferum
Coronicium gemmiferum är en svampart som först beskrevs av Bourdot & Galzin, och fick sitt nu gällande namn av J. Erikss. & Ryvarden 1975. Coronicium gemmiferum ingår i släktet Coronicium och familjen mattsvampar.  Arten är reproducerande i Sverige. Inga underarter finns listade i Catalogue of Life.